# Мікенські знахідки у Північному Причорномор'ї
Мікенські знахідки у Північному Причорномор'ї (16–13 ст. до н. е.) — скарби металевих виробів, до яких зараховують Бородінський скарб, Щотківський та Козорізовський скарби бронзових дволезових сокир і серпів, золотий дворучний келих із Крижовлина (нині село Балтського району Одеської області). Мікенські знахідки у Північному Причорномор'ї свідчать про культурно-економічні стосунки племен бронзової доби Південної України з першими державами на території Європи — державами Ахейської Греції, які досягли визначних успіхів у політичному розвиткові, утворенні стародавніх міст, писемності й були попередниками античної цивілізації (див. Античність).